# Олимпийский стадион гребного слалома
Олимпийский стадион гребного слалома (порт. Estádio Olímpico de Canoagem Slalom) — слаломно-лодочное сооружение, построенное для проведения соревнований по гребному слалому в рамках летней Олимпиады 2016 в Деодору, Рио-де-Жанейро, Бразилия. Стадион является частью Олимпийского Х-парка. Объём воды — 25 млн литров.

Общая схема

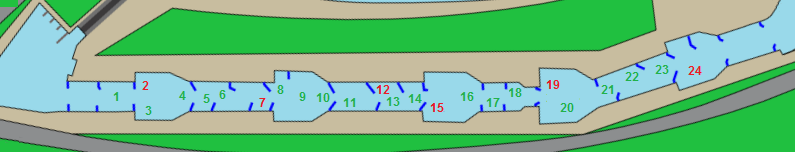
Схема водоската